# Vijf-getallensamenvatting
De vijf-getallensamenvatting is in de beschrijvende statistiek de opsomming van de kwartielen van een dataset. Daarbij worden minimum en maximum, aangeduid met {\displaystyle Q_{0}} en {\displaystyle Q_{4}} ook tot de kwartielen gerekend. De kwartielen {\displaystyle Q_{0},Q_{1},Q_{2},Q_{3},Q_{4}} verdelen de data in vier delen, van elk een kwart van de data. Uit de ligging van de kwartielen krijgen we een indruk van de vorm van de verdeling van de data. Door de grafische weergave van de vijf-getallensamenvatting in een boxplot wordt de indruk van deze verdeling gevisualiseerd
Een uitgebreidere vorm van de vijf-getallensamenvatting somt ook nog de interkwartielafstand en de eventuele uitschieters op.

## Voorbeeld
In 1998 werden veel nieuwe computers gekocht. Een grote firma met vestigingen door heel Nederland registreerde gedurende 41 weken het aantal verkochte computersystemen. De aantallen staan hieronder, geordend naar grootte.
```
 902 1015 1087 1098 1103 1121 1132 1135 1137 1143 
1154 1166 1185 1199 1200 1213 1214 1219 1219 1228 1239 
1244 1247 1258 1269 1270 1279 1293 1294 1295 1307 
1325 1345 1356 1363 1377 1419 1440 1514 1545 1546 
```

De vijf-getallensamenvatting is:
Q0 =  902
Q1 = (1143+1154)/2 = 1148,5
Q2 = 1239
Q3 = (1307+1325)/2 = 1316
Q4 = 1546
Hieronder staat de bijbehorende boxplot.
```
  ┌──────────────────────────────────────────────────────────────┐
  │                         ┌────┬────┐                          │
  │          ├──────────────┤    │    ├─────────────┤            │
  │                         └────┴────┘                          │
  │                                                              │  
  │                                                              │
  │  ──┼─────┼─────┼─────┼─────┼─────┼─────┼─────┼─────┼────     │
  │         900         1100        1300        1500             │
  └──────────────────────────────────────────────────────────────┘
```